# الجلبة (الرجم)

تعديل مصدري - تعديل

الجلبة هي إحدى قرى عزلة بني الجلبي بمديرية الرجم التابعة لمحافظة المحويت، بلغ تعداد سكانها 330 نسمة حسب تعداد اليمن لعام 2004.